# Ery Camara
Ery Camara (Dakar, 1953) è un critico d'arte senegalese e messicano.

## Biografia
Ery Camara nasce a Dakar in Senegal nel 1953 e nel 1975 si trasferisce in Messico, dove studia museologia e beni culturali. 
È vicedirettore del Museo Nazionale di Antropologia del Messico, del Museo di Cultura Popolare (Museo de Culturas Populares), del Museo Nazionale Virreinato di Città del Messico. È membro dell'Istituto nazionale di Antropologia e storia del Consiglio nazionale di arte e cultura del Messico.
Nel 1997 è invitato da Catherine David all'interno del programma di conferenze di Documenta X. È membro della giuria della Biennale di Venezia del 2001 insieme a Carolyn Christov-Bakargiev, Manray Hsu, Hans Ulrich Obrist e Virginia Pérez-Ratton.
Nel 2002 è presidente del comitato di selezione e della giuria della Biennale di Dakar; cura l'esposizione individuale della diaspora africana e per questa mostra seleziona gli artisti Mushana Ali, Mario Lewis e José Angel Vincench.

## Attività
Ery Camara lavora come conservatore di musei, studioso, ricercatore e curatore di mostre d'arte e di antropologia. Il suo interesse si concentra sull'archeologia messicana, il fenomeno coloniale all'interno dell'arte, l'arte contemporanea dell'America Latina e l'arte contemporanea africana.

### Esposizioni
- El xoloiztcuintle en la historia de México
- Xichitécatl, Museo de Sitio
- Tepito, Mito Mágico Albur del Tiempo
- Ery Camara: Danzas y espejos del arco iris, Casa Lamm Centro de Cultura, 1997
- Arte contemporáneo senegalés
- Ecos de Reflejos
- Dak'Art 2002: Biennale di Dakar. Presidente del comitato di selezione e giuria della biennale e curatore dell'esposizione individuale dedicata alla diaspora africana che presenta le opere di Mushana Ali, Mario Lewis e José Angel Vincench.

### Pubblicazioni
Ery Camara è curatore di cataloghi di mostre e di saggi. Ha collaborato con le riviste "Atlantica Revista de Arte y Pensamiento" e "Metronome". 
- The language that we share
- Mirando al Xoloitzuintle
- Africa Hoy
- Arte Animista
- Senegal, nuestro país, Tradiciones culturales de las etnias
- The Museum Franchise—An Instrument of Cultural Colonization? in Learning from the Bilbao Guggenheim, a cura di Ana María Guasch e Joseba Zulaika, Center for Basque Studies, University of Nevada, Reno, 2005.
- Enigmas of the Crossroad: Vision and Light. Reception and Distribution of African Art in "Atlantica Revista de Arte y Pensamiento" 1993, n. 5, pp. 95-104. Il testo viene presentato durante la Biennale di Dakar del 1992.